# Literna ankaratrana
Literna ankaratrana är en insektsart som beskrevs av Victor Lallemand och Synave 1954. Literna ankaratrana ingår i släktet Literna och familjen spottstritar.
Artens utbredningsområde är Madagaskar. Inga underarter finns listade i Catalogue of Life.